# Grand Rivers (Kentucky)
Pour les articles homonymes, voir Grand Rivers.
Grand Rivers est une ville américaine située dans le comté de Livingston, dans le Kentucky. Selon le recensement de 2020, sa population est de 345 habitants.